# 弗兰克·巴迪乌
弗兰克·巴迪乌（法語：Franck Badiou，1967年3月24日—），法国男子射击运动员。他曾代表法国参加1992年夏季奥林匹克运动会射击比赛，获得男子10米空气步枪银牌。